# Liviu Goian
Liviu Goian (ur. 18 listopada 1965 w Deju) – rumuński piłkarz występujący na pozycji obrońcy i defensywnego pomocnika.

## Życiorys
Wychowanek CSM Suceava, w którym rozpoczynał także seniorską karierę. W 1987 roku awansował z klubem do Divizii A, w której rozegrał 20 spotkań w sezonie 1987/1988. W najwyższej rumuńskiej klasie rozgrywkowej zadebiutował 23 sierpnia 1987 roku w wygranym 3:1 spotkaniu z FCM Brașov. Po zakończeniu sezonu spadł do Divizii B. W 1991 roku został piłkarzem FC Bacău, w barwach którego rozegrał 33 ligowe mecze, a w sezonie 1992/1993 ponownie spadł z Divizii A. Po zakończeniu sezonu został zawodnikiem węgierskiego Debreceni VSC. W NB I zadebiutował 14 sierpnia w wygranym 2:1 meczu z Videotonem, w którym zdobył także gola. Ogółem w NB I rozegrał ponad dwieście spotkań, w sezonie 1994/1995 zajął z klubem trzecie miejsce w lidze, a w sezonie 1998/1999 zdobył Puchar Węgier. Występował również w europejskich pucharach: w 1998 roku dotarł z klubem do półfinału Pucharu Intertoto, odpadając w tej fazie z Ruchem Chorzów (0:1, 0:3), a w sezonie 1999/2000 wystąpił w dwumeczu przeciwko VfL Wolfsburg w ramach Pucharu UEFA. W 1995 roku był wypożyczony do Bucoviny Suceava. W 2000 roku zakończył karierę piłkarską.

## Statystyki ligowe
| Sezon         | Klub                | Liga      | Mecze | Gole |
| ------------- | ------------------- | --------- | ----- | ---- |
| 1987/1988     | CSM Suceava         | Divizia A | 20    | 0    |
| 1991/1992     | FC Bacău            | Divizia A | 21    | 0    |
| 1992/1993     | FC Selena Bacău     | Divizia A | 12    | 0    |
| 1993/1994     | Debreceni VSC       | NB I      | 27    | 3    |
| 1994/1995     | Debreceni VSC-Epona | NB I      | 29    | 0    |
| 1995/1996     | Debreceni VSC-Epona | NB I      | 27    | 0    |
| 1995/1996 (j) | Bucovina Suceava    | Divizia B | 11    | 0    |
| 1996/1997     | Debreceni VSC-Epona | NB I      | 29    | 0    |
| 1997/1998     | Debreceni VSC-Epona | NB I      | 30    | 1    |
| 1998/1999     | Debreceni VSC-Epona | NB I      | 30    | 2    |
| 1999/2000     | Debreceni VSC       | NB I      | 29    | 1    |